# Vivi Bach
Vivi Bach, talvolta accreditata come Vivienne Bach o Vivi Bak (Copenaghen, 3 settembre 1939 – Ibiza, 22 aprile 2013), è stata un'attrice e cantante danese, attiva prettamente negli anni sessanta.
Tra il 1958 ed il 1974 interpretò 48 film. Nel suo Paese portò avanti una carriera di presentatrice televisiva. Cantante di genere Schlager, fu anche scrittrice. In Italia è ricordata per alcune interpretazioni degli anni sessanta in musicarelli, commedie all'italiana e spaghetti western.

## Biografia
Figlia di un fornaio, mostrò fin da giovanissima interesse per il canto e la danza. Poco più che adolescente iniziò a lavorare come parrucchiera, per avviarsi però ben presto alla carriera artistica, dapprima come modella e poi come cantante bandleader di un gruppo musicale che si sottoponeva a faticose tournée. Guadagnatasi in breve l'appellativo di più nota teenager danese, lavorò successivamente a Copenaghen in piccoli ruoli per il teatro.
Capelli biondi, sguardo innocente, in virtù della sua aria da "brava ragazza" fu spesso impiegata in ruoli di genere nella cinematografia scandinava ed europea. Fece il suo debutto nel cinema in Krudt og klunker (1958) e sebbene mostrasse di non avere un particolare talento nella recitazione, a questo film ne seguirono altri, sempre di produzione danese (Seksdagesløbet, 1958, Pigen og vandpytten, 1958, Pigen i søgelyset, 1959).
Queste pellicole ebbero un moderato successo sul mercato danese e, di riflesso, su tutto quello scandinavo.
Dal 1959 apparve anche in film di produzione tedesca come Gitarren klingen leise durch die Nacht, del 1959, Immer die Mädchen, dello stesso anno, e Die Abenteuer des Grafen Bobby, del 1961, e di produzione internazionale come Death Drums Along the River, del 1963, e nello spaghetti western Le pistole non discutono, del 1964, per la regia di Mario Caiano.
Cantò in molte colonne sonore.
Era sposata con l'attore austriaco Dietmar Schönherr. Morì nel 2013 per un'insufficienza cardiaca a Ibiza, dove si era stabilita col marito.

## Discografia
| Lato A-Lato B                                             | Data di pubblicazione | Etichetta discografica |
| --------------------------------------------------------- | --------------------- | ---------------------- |
| Singen – Swingen / Die Cowboys von der Silver-Ranch       | 8/1960                | Electrola              |
| Alle Männer sind Räuber / Mi scusi, mi scusi, Signor      | 10/1960               | Philips                |
| Voulez-vous Monsieur / Playboy                            | 1/1961                | Philips                |
| In Ko-Ko-Kopenhagen / Tu was du willst                    | 7/1961                | Philips                |
| Ein kleines Indianergirl / Sieben süße Küsse              | 1/1962                | Philips                |
| Wenn die Musik spielt am Wörthersee / Das süße Leben      | 5/1962                | Philips                |
| Wo ist der Mann mit dem Bart / Da kam ein junger Mann     | 8/1962                | Philips                |
| Hey Vivi - Hey Gerhard / Kleines Haus                     | 5/1963                | Philips                |
| King-Hully-Gully / Die Musik und die Liebe                | 11/1963               | Philips                |
| Ja, wenn der Mondschein nicht wär / Tivoli-Twist          | 12/1963               | Philips                |
| Sole, Sole, Sole / Nachts sind Küsse noch einmal so       | 2/1964                | Philips                |
| Let's Shake / Dreamy Boy                                  | 6/1964                | Philips                |
| Hey Boy / Jeder nennt mich Baby                           | 3/1965                | Ariola                 |
| Snib Snab Snob / Leg die Pistole weg                      | 8/1965                | Ariola                 |
| Bei mir beißen nicht nur kleine Fische / Zähl die Stunden | 8/1965                | Ariola                 |

## Filmografia

### Attrice

#### Cinema
- Krudt og klunker, regia di Annelise Hovmand (1958)
- Seksdagesløbet, regia di Jørgen Roos (1958)
- Pigen og vandpytten, regia di Bent Christensen (1958)
- Immer die Mädchen, regia di Fritz Rémond Jr. (1959)
- Soldaterkammerater rykker ud, regia di Sven Methling (1959)
- Pigen i søgelyset, regia di Bent Christensen e Anker Sørensen (1959)
- Gitarren klingen leise durch die Nacht, regia di Hans Deppe (1960)
- Schlagerparade 1960, regia di Franz Marischka (1960)
- Kriminaltango, regia di Géza von Cziffra (1960)
- Schlager-Raketen, regia di Erik Ode (1960)
- Wir wollen niemals auseinandergehn, regia di Harald Reinl (1960)
- Schlagerparade 1961, regia di Franz Marischka (1961)
- Die Abenteuer des Grafen Bobby, regia di Géza von Cziffra (1961)
- ...und du, mein Schatz, bleibst hier, regia di Franz Antel (1961)
- Am Sonntag will mein Süsser mit mir segeln gehn, regia di Franz Marischka (1961)
- Unsere tollen Tanten, regia di Rolf Olsen (1961)
- So liebt und küsst man in Tirol, regia di Franz Marischka (1961)
- Im schwarzen Rössl, regia di Franz Antel (1961)
- Der verkaufte Großvater, regia di Hans Albin (1962)
- Verrückt und zugenäht, regia di Rolf Olsen (1962)
- Wenn die Musik spielt am Wörthersee, regia di Hans Grimm (1962)
- Die Post geht ab, regia di Helmuth M. Backhaus (1962)
- Unsere tollen Nichten, regia di Rolf Olsen (1963)
- Dronningens vagtmester, regia di Johan Jacobsen (1963)
- Das Rätsel der roten Quaste, regia di Hubert Frank (1963)
- Tamburi sul grande fiume (Death Drums Along the River), regia di Lawrence Huntington (1963)
- ...denn die Musik und die Liebe in Tirol, regia di Werner Jacobs (1963)
- Holiday in St. Tropez, regia di Ernst Hofbauer (1964)
- Le pistole non discutono, regia di Mario Caiano (1964)
- Operazione Zanzibar (Mozambique), regia di Robert Lynn (1964)
- Ein Ferienbett mit 100 PS, regia di Wolfgang Becker (1965)
- Mille tatti di baldoria (Tausend Takte Übermut), regia di Ernst Hofbauer (1965)
- Komm mit zur blauen Adria, regia di Lothar Gündisch (1966)
- Upperseven, l'uomo da uccidere, regia di Alberto De Martino (1966)
- Per un pugno di canzoni, regia di José Luis Merino (1966)
- Le pipe (Dýmky), regia di Vojtěch Jasný (1966)
- Ski Fever, regia di Curt Siodmak (1966)
- Amore all'italiana, regia di Steno (1966)
- Con la morte alle spalle (Con la muerte a la espalda), regia di Alfonso Balcázar (1967)
- Elsk... din næste!, regia di Egil Kolstø (1967)
- Herrliche Zeiten im Spessart, regia di Kurt Hoffmann (1967)
- Onkel Joakims hemmelighed, regia di Carl Ottosen (1967)
- Superspia K (Assignment K), regia di Val Guest (1968)
- Otto l'eroe delle donne (Otto ist auf Frauen scharf), regia di Franz Antel (1968)
- Det er så synd for farmand, regia di Ebbe Langberg (1968)
- April - April, regia di Peter Wortmann (1969)
- Ein Tag ist schöner als der andere, regia di Kurt Hoffmann (1969)

#### Televisione
- Wir machen Musik, regia di Dieter Finnern – film TV (1960)
- Omkring et flygel – serie TV, episodi 1x2 (1961)
- Musik für Sie – serie TV (1963)
- Le fantastiche avventure dell'astronave Orion (Raumpatrouille - Die phantastischen Abenteuer des Raumschiffes Orion) – serie TV, episodi 1x5 (1966)
- Polizeifunk ruft – serie TV, episodi 3x10 (1969)
- Warum ich Dich liebe, regia di Vojtěch Jasný – film TV (1969)
- Luftsprünge – serie TV, 6 episodi (1969-1970)
- Die Rudi Carrell Show – serie TV, episodi 3x1 (1973)